# Montaña del Príncipe Pío
La montaña del Príncipe Pío se encuentra situada en Madrid, entre la plaza de España y las calles de la Princesa, Marqués de Urquijo y Ferraz.

## Historia
Originalmente este paraje se denominó la Huerta, la Dehesa Florida o los altos de San Bernardino, y era parte de una gran finca del norte de Madrid. Ocupaba en un principio lo que en la actualidad son el parque del Oeste, la Florida y el barrio de Argüelles. La huerta de la Florida estaba situada junto al río Manzanares, en la parte baja de la que se conocía como Montaña del Príncipe Pío. Su propietario en 1613 era el entonces cardenal arzobispo de Toledo, Bernardo Sandoval y Rojas. Posteriormente tuvo varios propietarios, hasta que en 1647 la adquirió Francisco de Moura (marqués de Castel-Rodrigo desde 1651), quien mandó construir un palacio y amplió la finca con otros terrenos como el de la llamada huerta de la Salceda o Buitrera.
A finales de siglo XVIII la propiedad fue a parar a Isabel María Pío de Saboya y Spínola VIII marquesa de Castel-Rodrigo, VI marquesa de Almonacid de los Oteros, VII condesa de Lumiares, VI duchessa di Nocera, principessa de San Gregorio, hija de príncipe Pío de Saboya, y madre de Antonio Valcárcel Pío de Saboya y Moura y desde entonces ese espacio al sur de la finca se llamó popularmente Montaña del Príncipe Pío, nombre que ha llegado hasta nuestros días. El Príncipe Pío de Saboya era un aristócrata italiano que luchó a favor de Felipe V en la Guerra de Sucesión, y debido a su fidelidad le fue concedido el Toisón de Oro y el cargo de capitán general en Cataluña.
En 1792, Carlos IV compró todo lo que quedaba de la finca en propiedad de Isabel María Pío de Saboya para incluirla en el Real Sitio de la Florida, aunque en 1830 la Montaña se separaría del Real Sitio al cederla en usufructo Fernando VII a su hermano el infante Francisco de Paula.
En 1808, durante la Guerra de la Independencia contra los franceses, la noche del 2 al 3 de mayo, cuarenta y cuatro madrileños fueron fusilados en este lugar por las tropas napoleónicas. Sus cadáveres fueron expuestos durante días como escarmiento de la población, y hoy reposan en el Cementerio de la Florida.
En el siglo XIX, al pie de la Montaña se construyó la Estación del Norte, en la actualidad Estación de Príncipe Pío, y en su parte alta el Cuartel de la Montaña, que sería destruido en el inicio de la Guerra Civil tras un sitio sangriento en el que murieron centenares de soldados. El solar quedó en ruinas durante décadas, y fue en 1970 cuando el terreno se cedió al Ayuntamiento de Madrid para crear unos jardines y reconstruir en su parte central el Templo de Debod, que había sido traído por piezas desde Egipto.